# Go Deep
A Go Deep Janet Jackson amerikai pop- és R&B-énekesnő negyedik kislemeze hatodik, The Velvet Rope című stúdióalbumáról.

## Fogadtatása
A dal az Egyesült Államokban nem jelent meg kislemezen, de a rádiók játszották, és így az első helyre került a Billboard Hot Dance Music/Club Play slágerlistáján. Számos európai országban és Ausztráliában is a Top 40-be került, de a legnagyobb sikert az USA-ban és Kanadában aratta. Sikeréhez hozzájárult hiphopremixe, melyet Timbaland készített.
1998-ban Janetet meghívták, hogy énekeljen a VH1 Fashion Awards gálán. Eredetileg a Go Deepet adta volna elő, végül azonban az album egy másik száma, a What About mellett döntött. Emiatt a rajongók egy része azt hitte, a What About lesz a következő kislemez, Jackson azonban ezt cáfolta.

## Videóklip és remixek
A dal videóklipjét Jonothon Dayton és Valerie Jean Faris rendezték. A klip 1998 júliusában jelent meg. Egy fiú szerepel benne Eric „Ty” Hodges alakítja), aki egyedül maradt otthon, és Janetet nézi a tévében. Csöngetnek, megérkezik Janet és a táncosai, és hatalmas bulit rendeznek. Mikor a fiú kettesben marad Janettel a szobájában, újra csöngetnek. Ekkor a fiú felébred, és kiderül, hogy csak álmodta az egészet.

### Hivatalos remixek listája
- Go Deep (Jam & Lewis Radio Edit) (3:30)
- Go Deep (Jam & Lewis Extended Album Mix) (5:35)
- Go Deep (Masters at Work Alternative Mix) (8:32)
- Go Deep (Masters at Work Down Tempo Mix) (5:19)
- Go Deep (Masters at Work Thunder Mix) (9:10)
- Go Deep (Masters at Work Radio Edit) (3:43)
- Go Deep (Masters at Work Radio Edit w/ Flute) (4:35)
- Go Deep (Masters at Work Vocal Deep Disco Dub) (8:12)
- Go Deep (Masters at Work Spiritual Flute Mix) (10:53)
- Go Deep (Masters at Work Bonus Beats) (4:01)
- Go Deep (Masters at Work Ambient Mix) (2:30)
- Go Deep (Masters at Work Flutapella) (4:36)
- Go Deep (Roni Size Remix) (7:25)
- Go Deep (Teddy Riley Funk Mix) (5:39)
- Go Deep (Teddy Riley Funk Mix #2) (5:37)
- Go Deep (Teddy Riley RDMC Main Mix/Nation Mix Clean) (5:44)
- Go Deep (Teddy Riley Nation Mix Dirty) (5:59)
- Go Deep (Timbaland Mix feat. Missy Elliott) (5:33)
- Go Deep (Timbaland Edit feat. Missy Elliott) (4:03)
- Go Deep (Timbaland TV Mix) (5:32)

## Helyezések
| Slágerlista (1998)                              | Legmagasabb helyezés |
| ----------------------------------------------- | -------------------- |
| USA Billboard Hot 100 Airplay                   | 28                   |
| USA Billboard Hot R&B/Hip-Hop Airplay           | 11                   |
| USA Billboard Hot Dance Music/Club Play         | 1                    |
| USA Billboard Hot Dance Music/Maxi-Single Sales | 4                    |
| USA Billboard Rhythmic Top 40                   | 12                   |
| USA Mainstream Top 40                           | 29                   |
| USA ARC Top 40                                  | 4                    |
| Ausztrál ARIA Top 50                            | 39                   |
| Brit kislemezlista                              | 13                   |
| Dél-afrikai kislemezlista                       | 20                   |
| Finn kislemezlista                              | 35                   |
| Japán kislemezlista                             | 18                   |
| Kanadai kislemezlista                           | 9                    |
| Német kislemezlista                             | 72                   |
| Svájci kislemezlista                            | 41                   |
| EuroChart Hot 100 Singles                       | 28                   |